# 港头站
港头站是青岛地铁6号线的地铁车站，位于中华人民共和国山东省青岛市黄岛区团结路与前湾港路交叉口，于2024年4月26日开通。

## 车站结构
港头站位于团结路与前湾港路交叉口，沿团结路设置，呈南北走向，为地下两层岛式站台车站，车站长230米，车站地下一层为站厅层，地下二层为站台层，站台设置全高站台门。
| 地面              | 出入口 | A、B、D出入口 |
| 地下一层          | 站厅   | 客服中心、自动售票机、验票机                                                                                          |
| 地下二层          | 站台   | \| \| \| 6号线往横云山路（薛家泊子） \| \| 島式 · 開左邊车门 \| \| \| \| \| \| 6号线往灵山湾（青大附院西海岸院区） \| |
|                   |        | 6号线往横云山路（薛家泊子）                                                                                           |
| 島式 · 開左邊车门 |        | |
|                   |        | 6号线往灵山湾（青大附院西海岸院区）                                                                                   |

## 出入口
港头站目前开放3个出入口，各出口及周围设施如下所示：
| 编号                | 指示                     | 建议前往的目的地 | 图片 |
| ------------------- | ------------------------ | ---------------- | ---- |
| A · 出口 · （设有） | 团结路(西)，前湾港路(北) |                  |      |
| B · 出口            | 团结路(东)，前湾港路(北) |                  |      |
| D · 出口            | 团结路(西)，前湾港路(南) | 海信信息产业园   |      |
| 图例： 设有         |                          |                  |      |

## 接驳交通

### 公交车
- 港头陈前：黄岛309路，黄岛38路，东10路，黄岛25路，黄岛26路，黄岛26路西海岸综合保税区线，W5路，黄岛15路

## 车站历史
本站工程名与正式站名均为港头站，以车站所处的传统片区名港头命名。
- 2021年8月25日，车站大里程段主体结构封顶[2]。
- 2024年4月26日，车站随6号线一期通车开通[1]。